# Lumpenus fabricii
Lumpenus fabricii és una espècie de peix de la família dels estiquèids i de l'ordre dels perciformes.

## Descripció
- Fa 36,5 cm de llargària màxima.[7][8]

## Alimentació
Menja crustacis, cucs, cloïsses i ous de peixos.

## Depredadors
És depredat pel rèmol de riu estrellat (Platichthys stellatus), a Alaska per Gadus macrocephalus i el peix carboner d'Alaska (Theragra chalcogramma), i al Canadà pel bacallà de Groenlàndia (Gadus ogac).

## Hàbitat i distribució geogràfica
És un peix marí, demersal (fins als 235 m de fondària) i de clima polar (82°N-45°N), el qual és circumpolar: els fons sorrencs i rocallosos (sovint en praderies marines i alguers, rarament a la zona de marees) des de l'oceà Àrtic fins al mar de Barentsz, l'oest de Groenlàndia, el Canadà (Nova Escòcia, el Quebec i els Territoris del Nord-oest), el sud-est d'Alaska i el nord de la mar d'Okhotsk.

## Observacions
És inofensiu per als humans.